# Creothyriella sideroxyfoliae
Creothyriella sideroxyfoliae är en svampart som beskrevs av Bat. & C.A.A. Costa 1957. Creothyriella sideroxyfoliae ingår i släktet Creothyriella, divisionen sporsäcksvampar och riket svampar.   Inga underarter finns listade i Catalogue of Life.